# Pescador (kommun i Brasilien)
Pescador är en kommun i Brasilien.   Den ligger i delstaten Minas Gerais, i den sydöstra delen av landet, 700 km öster om huvudstaden Brasília. Antalet invånare är 4 129.
Omgivningarna runt Pescador är huvudsakligen savann. Runt Pescador är det glesbefolkat, med 11 invånare per kvadratkilometer.